# Conolagena
Conolagena es un género de foraminífero bentónico de la familia Lagenidae, de la superfamilia Nodosarioidea, del suborden Lagenina y del orden Lagenida. Su especie-tipo es Oolina apiculata. Su especie-tipo es Conolagena argentina. Su rango cronoestratigráfico abarca desde el Maastrichtiense (Cretácico superior) hasta la Actualidad.

## Clasificación
Conolagena incluye a las siguientes especies:
- Conolagena argentina
- Conolagena bassensis
- Conolagena costatoreticulata
- Conolagena favospunctata
- Conolagena latifi
- Conolagena mariae
- Conolagena mateformis
- Conolagena noditorquata
- Conolagena polystroterina
- Conolagena pseudosulcata
- Conolagena tetratransversa